# Echinopsis mieckleyi
Echinopsis mieckleyi là một loài thực vật có hoa trong họ Cactaceae. Loài này được R.Mey. mô tả khoa học đầu tiên năm 1918.